# Стокхаммер, Арне
А́рне Сто́кхаммер, (нем. Arne Stockhammer, род. 16 августа (год рождения неизвестен)), более известный под псевдонимом Ла́нвалль (нем. Lanvall) — австрийский музыкант и композитор; творческий лидер, гитарист и клавишник австрийской symphonic-metal-группы Edenbridge (основана в 1998 году, г. Линц), автор нескольких сольных инструментальных альбомов (первый из них вышел в 1994 году).

## Личность и биография
Музыкант тщательно скрывает свою подлинную биографию. Не известен из открытых источников даже год его рождения. В публичное пространство попадают отдельные факты. Например то, что Ланвалль является фанатом Формулы-1. Его любимыми командами являются австрийская Red Bull и McLaren, а любимыми пилотами — Фернандо Алонсо и Себастьян Феттель. Летом 2009 года Ланвалль участвовал в ведении трансляции с места событий Гран-При Испании в качестве специального гостя от австрийской телекомпании ORF, которая вела трансляцию. Также известно, что он является большим поклонником сериала Star Trek, который является одним из его источников вдохновения для музыки, а вокалистку группы Сабину Эдельсбахер он назвал своей девушкой в интервью русскоязычному порталу heavymusic.ru. Свою жизненную философию музыкант формулирует так: «Träume nicht vom Leben, lebe deinen Traum!» (нем. «Не мечтай о жизни — живи своей мечтой!»)
Сестра Ланвалля — Астрид Стокхаммер — тоже музыкант: скрипачка, бэк-вокалистка. Её голос можно слышать в бэк-вокалах на «Sunrise In Eden», и на многих альбомах Edenbridge — её скрипичные партии.
Псевдоним Lanvall музыкант взял из-за труднопроизносимости и длины своего настоящего имени (как сделал, например, и греческий композитор Вангелис).
Неизвестны ни место, ни год рождения музыканта, а также ничего о его музыкальном образовании.

## Творческий путь

### Сольная карьера (1994—1997)
Первые вышедшие в свет композиции Ланвалля были инструментальными. Творческий путь австрийского музыканта прослеживается с 1994 года, когда он подписывает контракт с немецким лейблом WMMS Records. Вскоре он выпустил свой первый альбом — сольник «Melolydian Garden». В записи альбома из музыкантов помимо Ланвалля приняли участие Ульби Ульбрихт (Ulbi Ulbricht) — бас, и Томас Шауфлер (Thomas Schaufler) — ударные. Альбом получился ближе к симфоническому нью-эйдж с добавлениями прогрессивного рока, чем к металлу. Влияния, которые чувствуются на альбоме — Wakeman, Kitaro, Vangelis, Steve Hackett, Gandalf, Yanni. Он был издан компанией WMMS Records.
В 1995 году музыкант знакомится с имеющим международное признание соотечественником, нью-эйдж-музыкантом GANDALF'ом и играет в его группе по ходу турне по Австрии и Нидерландам. В дальнейшей своей творческой деятельности Ланвалль продолжает тесно сотрудничать с этим музыкантом. Например, инструментальные партии, записанные Gandalf'ом, также можно услышать на альбомах Edenbridge и сольниках Ланвалля.
В 1996 году завершена запись второго альбома Ланвалля, «Auramony». Это концептуальный альбом, повествующий о цветах человеческой ауры (красный — «My Will Is My Way», оранжевый — «Cogito Ergo Sum», синий — «The Path of Love», белый — «Reflections In The Mirror», фиолетовый — «The Mystic Charm», жёлтый — «Brainstormdancer», зелёный — «A Midsummernight´s Stream»). Помимо вышеуказанных музыкантов ритм-секции, в записи участвовал Петер Ашенбреннер (Peter Aschenbrenner) — флейта. Gandalf также принял участие в его записи (ситар, гитара). Ланвалль снова едет в турне вместе с Gandalf’ом, а альбом получает восторженные оценки в прессе:

«… Чудесные гармонии и завораживающие мелодии, блестящие интерлюдии, эмоции раскрываются во всей красе, приводя слушателя в состояние наибольшей чувствительности... невероятная мечта» (Rock Hard)
оригинал:

«… wonderful harmonies, fascinating melodies, pearly interludes, prickling emotions are spreading in its whole beauty, skidding the listener in a state of higher perceptive faculty … an unbelievable dream»
«… лирическая поэзия рока, мелодии наполнены идеями и находками - лучшего нельзя было и желать. Очень многосторонний талант.» (X-Act)
оригинал: 

«… lyrical rock poetry, melodies full of ideas and compositions that leave nothing to be desired … a multi talent»
«… Вещь, которая обязательно должна быть в коллекции любого мечтателя-романтика…» (Spellbound)

оригинал: 

«… a must for every dreamy romanticist…» 
В 1995 году Ланвалль познакомился с вокалисткой Сабиной Эдельсбахер. А в 1997 году они создают совместный проект - группу Edenbridge.
Следующий диск, третий и последний из его сольных альбомов, выходит в 1997 году — «The Pyromantic Symphony». Он снова получает очень хорошие оценки в прессе, например такие:
«… Не знаю ни одного другого музыканта, кто бы совмещал так хорошо атмосферу, свойственную классической музыке, с электрогитарой...» (Spellbound)"

оригинал:

«… I don’t know any other musician, who combines classical influences with electric guitar so well …»"
Далее он приостановил сольную карьеру, чтобы создать группу.

### Edenbridge (1998 — наст.вр.)
Основная статья: Edenbridge
EDENBRIDGE сначала был запланирован как студийный проект. Его составили вокалистка Сабина Эдельсбахер, гитарист и клавишник, а также автор всех текстов и музыки Ланвалль, басист Курт Беднарски и барабанщик Роланд Навратил. Стиль Ланвалля в группе, по сравнению с его сольной деятельностью, существенно изменился: было утяжелено звучание и добавлен вокал, однако фирменный стиль гитарной игры был сохранен. Позже группа приняла в состав второго гитариста — Георга Эдельманна — и стала выступать вживую.
Edenbridge записали 8 студийных альбомов, а также 5 других дисков (синглы, «живые» альбомы, сборник). (См. раздел «Дискография».) Участники группы менялись в разные годы, неизменным оставался только творческий тандем Сабина - Ланвалль.
Первые 5 альбомов были выпущены лейблом Massacre Records, а в 2007 году группа, уже получив довольно большое признание слушателей и критиков, перешла на более крупный лейбл — Napalm Records.
В 2010 году группа выпустила новый альбом - "Solitaire". Он примечателен тем, что на одну из его песен ("Higher") Edenbridge сняли видеоклип - первый в истории группы. 

В 2013 году выходит следующий альбом: "The Bonding" и новый видеоклип - "Alight a New Tomorrow"

## Дискография
Сольные альбомы:
- Melolydian Garden (1994) [re-release: 2005, Massacre Records]
- Auramony (1996)
- The Pyromantic Symphony (1997)

Альбомы в составе Edenbridge:
- Sunrise in Eden (2000)
- Arcana (2001)
- Aphelion (2003)
- Shine (2004)
- The Grand Design (2006)
- MyEarthDream (2008)
- Solitaire (2010)
- The Bonding (2013)
- прочие CD: A Livetime In Eden (2004 — live), Shine (2004 — сингл), For Your Eyes Only (2006 — сингл), The Chronicles of Eden (2007 — сборник), LiveEarthDream (2009 — live)

## Список появлений в сайд-проектах
BETO VAZQUEZ INFINITY (2002)
- Песня «Wizard» (Слова и вокальные мелодии)

BETO VAZQUEZ INFINITY — Wizard (2002)
- Треки:
  - Wizard (Version Remasterizada)
  - Wizard (Early Rough Mix)
  - Wizard (Video Clip)

MISSA MERCURIA (2002)
- Трек: Whisper of the soul (гитарное соло в конце)

SERENITY — Words Untold And Dreams Unlived (2007)
- Треки:
  - Forever (гитарное соло)
  - Thriven (гитарное соло)

MICHAEL BORMANN — Capture The Moment (2008)
- Трек: Glory & Pain (гитарное соло)

SERENITY — Fallen Sanctuary (2008)
- Vocal Production, Recordings & Arrangements

GANDALF & FRIENDS — Live in Vienna (2008)
- Треки:
  - Colors Of The Earth (электрогитара)
  - Cosmic Balance (акустическая гитара)
  - Cosmic Traveller (электрогитара)

## Оборудование
Гитары: Jackson, Ibanez

Клавишные: KORG Triton Extreme 88, Kurzweil K2000